# Öckerö (plaats)
Öckerö is de hoofdplaats van de gemeente Öckerö in het landschap Bohuslän en de provincie Västra Götalands län in Zweden. De plaats heeft 3269 inwoners (2005) en een oppervlakte van 239 hectare. De plaats ligt op het gelijknamige eiland Öckerö.

## Verkeer en vervoer
Bij de plaats loopt de Länsväg 155.